# Landtagswahl in Bayern 1994
- SPD: 70
- Grüne: 14
- CSU: 120

Die Wahl zum 13. Bayerischen Landtag fand am 25. September 1994 statt. Die CSU verlor nur leicht an Stimmen, erzielte aber erneut eine absolute Stimmenmehrheit. Die SPD gewann leicht hinzu, die FDP hingegen schied aus dem Landtag wieder aus. Neben CSU und SPD schafften auch die Grünen den Einzug. Die Wahlbeteiligung lag bei 67,8 %.
Die CSU setzte ihre Alleinregierung mit dem Kabinett Stoiber II fort.

## Ausgangspunkt
Sie war die erste Landtagswahl unter dem seit Juni 1993 amtierenden Ministerpräsidenten Edmund Stoiber (Kabinett Stoiber I). Stoiber war ins Amt gekommen, nachdem Max Streibl (Ministerpräsident seit dem Tod von Franz Josef Strauß) im Zuge der Amigo-Affäre zurückgetreten war.

## Ergebnis
Die CSU konnte mit 52,8 % die absolute Mehrheit der Stimmen verteidigen; dies war ihr schlechtestes Landtagswahlergebnis seit 1966. Die SPD, die 1990 ihr bis dahin schlechtestes Ergebnis in Bayern erreicht hatte, konnte sich mit Renate Schmidt als neuer Spitzenkandidatin auf 30,0 % verbessern. Die GRÜNEN erzielten 6,1 %.
Die FDP verfehlte mit 2,8 % den erneuten Einzug in den Landtag deutlich. Die Republikaner, 1990 mit 4,9 % nur knapp an der Fünf-Prozent-Hürde gescheitert, kamen auf 3,9 % und erzielten – wie bereits 1990 – das beste Ergebnis derjenigen Parteien, die den Einzug in den Landtag verfehlten. Die ÖDP erhielt 2,1 Prozent (ihr bestes Ergebnis bei einer Landtagswahl). Die Bayernpartei hatte mit 1,0 % ihr bestes Resultat seit 1970 und kam knapp in den Bereich der staatlichen Parteienfinanzierung.
| Partei      | Erst- stimmen | Zweit- stimmen | Summe     | Summe in Prozent | Sitze |
| ----------- | ------------- | -------------- | --------- | ---------------- | ----- |
| CSU         | 3.063.635     | 3.100.253      | 6.163.888 | 52,82 %          | 120   |
| SPD         | 1.765.490     | 1.741.130      | 3.506.620 | 30,05 %          | 70    |
| Grüne       | 371.252       | 342.480        | 713.732   | 6,12 %           | 14    |
| REP         | 233.014       | 221.156        | 454.170   | 3,89 %           | –     |
| FDP         | 165.803       | 161.502        | 327.305   | 2,80 %           | –     |
| ÖDP         | 133.093       | 115.890        | 248.983   | 2,13 %           | –     |
| BP          | 68.802        | 51.070         | 119.872   | 1,03 %           | –     |
| BfB         | 26.288        | 26.225         | 52.513    | 0,45 %           | –     |
| FBU         | 23.449        | 18.463         | 41.912    | 0,36 %           | –     |
| NPD         | 6.004         | 5.595          | 11.599    | 0,1 %            | –     |
| NATURGESETZ | 3.584         | 5.320          | 8.904     | 0,1 %            | –     |
| LIGA        | 2.557         | 5.649          | 8.206     | 0,1 %            | –     |
| FW          | 3.254         | 2.903          | 6.157     | 0,1 %            | –     |
| STATT       | 2.560         | 2.132          | 4.692     | 0,0 %            | –     |
| PDD         | 777           | 551            | 1.328     | 0,0 %            | –     |

Nach der Wahl bildete die CSU eine Alleinregierung (Kabinett Stoiber II); Stoiber blieb Ministerpräsident.